# Вулфвілл
Вулфвілл (англ. Wolfville) — містечко в Канаді, у провінції Нова Шотландія, у складі графства Кінгс.

## Населення
За даними перепису 2016 року, містечко нараховувало 4195 осіб, показавши скорочення на 1,7 %, порівняно з 2011-м роком. Середня густина населення становила 649,8 осіб/км².
З офіційних мов обидвома одночасно володіли 555 жителів, тільки англійською — 3 395, а 20 — жодною з них. Усього 400 осіб вважали рідною мовою не одну з офіційних, з них 5 — українську.
Працездатне населення становило 55,1 % усього населення, рівень безробіття — 15,3 % (16,5 % серед чоловіків та 14,3 % серед жінок). 90,3 % осіб були найманими працівниками, а 7,9 % — самозайнятими.
Середній дохід на особу становив $41 145 (медіана $28 296), при цьому для чоловіків — $48 958, а для жінок $34 589 (медіани — $34 432 та $24 896 відповідно).
24,3 % мешканців мали закінчену шкільну освіту, не мали закінченої шкільної освіти — 9,7 %, 65,7 % мали післяшкільну освіту, з яких 70,5 % мали диплом бакалавра, або вищий, 215 осіб мали вчений ступінь.
| Статево-вікова структура населення | Статево-вікова структура населення | Статево-вікова структура населення | Статево-вікова структура населення | Статево-вікова структура населення |
| ---------------------------------- | ---------------------------------- | ---------------------------------- | ---------------------------------- | ---------------------------------- |
|                                    |                                    |                                    |                                    |                                    |
| Всього                             | Всього                             | 44,6%55,4%                         |                                    |                                    |
| 0 — 14 років                       | 0 — 14 років                       |                                    | 9,4%                               | 9,4%                               |
| 15 — 64 років                      | 15 — 64 років                      |                                    | 63,1%                              | 63,1%                              |
| 65 і більше                        | 65 і більше                        |                                    | 27,5%                              | 27,5%                              |
| 85 і більше                        | 85 і більше                        |                                    | 5,6%                               | 5,6%                               |
| 100 і більше                       | 100 і більше                       |                                    | 0,1%                               | 0,1%                               |
| Середній вік (років)               | Середній вік (років)               | 43,548,0                           | 46,0                               | 46,0                               |
| Медіана (років)                    | Медіана (років)                    | 42,850,6                           | 47,4                               | 47,4                               |
| — чоловіки — жінки                 |                                    |                                    |                                    |                                    |

| Походження мешканців:     | Походження мешканців:     | Походження мешканців: | Походження мешканців: | Походження мешканців: |
| ------------------------- | ------------------------- | --------------------- | --------------------- | --------------------- |
| Походження                |                           |                       | осіб                  | %                     |
| Корінні американці        | Корінні американці        |                       | 235                   | 5.96%                 |
| Інше північноамериканське | Інше північноамериканське |                       | 1 350                 | 34.26%                |
| Європейське               | Європейське               |                       | 2 960                 | 75.13%                |
| британське                | британське                |                       | 2 465                 | 62.56%                |
| французьке                | французьке                |                       | 380                   | 9.64%                 |
| українське                | українське                |                       | 100                   | 2.54%                 |
| Латинськоамериканське     | Латинськоамериканське     |                       | 55                    | 1.4%                  |
| Карибське                 | Карибське                 |                       | 25                    | 0.63%                 |
| Африканське               | Африканське               |                       | 35                    | 0.89%                 |
| Азійське                  | Азійське                  |                       | 380                   | 9.64%                 |

| Зайнятість населення за галузями (за класифікацією NOC): | Зайнятість населення за галузями (за класифікацією NOC): | Зайнятість населення за галузями (за класифікацією NOC): | Зайнятість населення за галузями (за класифікацією NOC): | Зайнятість населення за галузями (за класифікацією NOC): |
| -------------------------------------------------------- | -------------------------------------------------------- | -------------------------------------------------------- | -------------------------------------------------------- | -------------------------------------------------------- |
|                                                          |                                                          |                                                          |                                                          |                                                          |
| Управління                                               | Управління                                               |                                                          | 8,1%                                                     | 8,1%                                                     |
| Бізнес, фінанси та адміністрування                       | Бізнес, фінанси та адміністрування                       |                                                          | 9,6%                                                     | 9,6%                                                     |
| Природничі та прикладні науки                            | Природничі та прикладні науки                            |                                                          | 9,6%                                                     | 9,6%                                                     |
| Охорона здоров'я                                         | Охорона здоров'я                                         |                                                          | 9,1%                                                     | 9,1%                                                     |
| Освіта, правозахист, муніципальні та урядові служби      | Освіта, правозахист, муніципальні та урядові служби      |                                                          | 23,6%                                                    | 23,6%                                                    |
| Мистецтво, культура, відпочинок та спорт                 | Мистецтво, культура, відпочинок та спорт                 |                                                          | 3,4%                                                     | 3,4%                                                     |
| Роздрібна торгівля та послуги                            | Роздрібна торгівля та послуги                            |                                                          | 26,2%                                                    | 26,2%                                                    |
| Гуртова торгівля, транспорт та обладнання                | Гуртова торгівля, транспорт та обладнання                |                                                          | 4,4%                                                     | 4,4%                                                     |
| Природні ресурси, сільське господарство                  | Природні ресурси, сільське господарство                  |                                                          | 3,4%                                                     | 3,4%                                                     |
| Виробництво                                              | Виробництво                                              |                                                          | 2,6%                                                     | 2,6%                                                     |

## Клімат
Середня річна температура становить 6,4 °C, середня максимальна — 22,7 °C, а середня мінімальна — -11,8 °C. Середня річна кількість опадів — 1 231 мм.
| Клімат поселення                              | Клімат поселення | Клімат поселення | Клімат поселення | Клімат поселення | Клімат поселення | Клімат поселення | Клімат поселення | Клімат поселення | Клімат поселення | Клімат поселення | Клімат поселення | Клімат поселення | Клімат поселення |
| Показник                                      | Січ.             | Лют.             | Бер.             | Квіт.            | Трав.            | Черв.            | Лип.             | Серп.            | Вер.             | Жовт.            | Лист.            | Груд.            |                  |
| Середній максимум, °C                         | −0,65            | −0,31            | 4,00             | 9,77             | 15,80            | 20,89            | 22,71            | 22,29            | 17,86            | 12,41            | 7,31             | 0,84             |                  |
| Середня температура, °C                       | −6,24            | −5,9             | −1,58            | 4,18             | 10,20            | 15,28            | 18,88            | 18,46            | 14,04            | 8,57             | 3,48             | −2,99            |                  |
| Середній мінімум, °C                          | −11,84           | −11,5            | −7,18            | −1,42            | 4,60             | 9,70             | 15,04            | 14,62            | 10,20            | 4,74             | −0,36            | −6,82            |                  |
| Норма опадів, мм                              | 122              | 100              | 112              | 97               | 100              | 82               | 81               | 80               | 104              | 107              | 127              | 119              |                  |
| Середньомісячна швидкість вітру, м/с          | 4.53             | 4.52             | 4.56             | 4.39             | 3.93             | 3.62             | 3.27             | 3.22             | 3.54             | 4.02             | 4.26             | 4.58             |                  |
| Середньомісячна сонячна радіація, кДж/м²·день | 5003             | 8227             | 12066            | 14988            | 18139            | 20375            | 20205            | 17926            | 13640            | 8761             | 5030             | 3873             |                  |
| --------------------------------------------- | ---------------- | ---------------- | ---------------- | ---------------- | ---------------- | ---------------- | ---------------- | ---------------- | ---------------- | ---------------- | ---------------- | ---------------- | ---------------- |
| Джерело:                                      |                  |                  |                  |                  |                  |                  |                  |                  |                  |                  |                  |                  |                  |